# Diplurodes inundata
Diplurodes inundata är en fjärilsart som beskrevs av Louis Beethoven Prout 1929. Diplurodes inundata ingår i släktet Diplurodes och familjen mätare. Inga underarter finns listade i Catalogue of Life.